# Нери (Арецо)
Нери је насеље у Италији у округу Арецо, региону Тоскана.
Према процени из 2011. у насељу је живело 678 становника. Насеље се налази на надморској висини од 304 м.